# 卡梅尼
49°53′10″N 28°56′41″E / 49.88611°N 28.94472°E
卡梅尼（烏克蘭語：Камені），是烏克蘭北部的村莊，隸屬日托米爾州的別爾季切夫區。該村始建於1741年，面積10.9平方公里，海拔高度232米，2001年人口243，人口密度每平方公里22.29人。